# فيلوسيرابتوريات
الفيلوسيرابتوريات هي تحت فصيلة من الديناصورات الثيروبودية التي تنتمي إلى مجموعة الدرومايوصوريات عاشت بين العصرين الجوراسي والطباشيري المتأخر، ونوعها الرئيسي هو الفيلوسيرابتور. عُثرَ على غالبية أحافير الفيلوسيرابتوريات في نصف الأرض الشمالي، وخلال العصر الطباشيري المتأخر تحديداً فإن غالبية أحافيرها المُكتَشفة تعودُ إلى دولتي منغوليا ورومانيا، فيما تعود معظم أحافير الطباشيري المبكر إلى الصين والولايات المتحدة. قد يكون أول فيلوسيرابتوريَّين ظهرَا على الأرض هما النوثيتيس (المُكتَشف في بريطانيا) والداينونيكوس (المكتشف في أمريكا الشمالية)، لكن على الرغم من ذلك فإن عدداً من الديناصورات الأخرى - التي ليسَ من المؤكد تماماً أنها تنتمي إلى هذه المجموعة، لكنه أمر محتمل - تعود أحافيرها إلى الفترة الكمردجية خلال العصر الجوراسي المتأخر، وقد اكتشفت أحافير هذه الأنواع في «محجر لانغنبيرغ» الواقع قربَ بلدة غولسار الألمانية.
درس علماء إحاثيون في عام 2007 عظام أيدي الفيلوسيرابتور، واكتشفوا على سطحها مُنخفضات وآثاراً صغيرة تُسمَّى «العقد الريشية». وهذه العلامات نفسها موجودة في أحافير بعض الطيور، وهي تُمثل منابت ريش جناح ثانوي قويّ. وقد كان هذا أول دليلٍ مُباشر على أن الفيلوسيرابتوريات - مثلها في ذلك مثل المانيرابتورات الأخرى - كانت مَكسوَّة بالريش.
على الرغم من أن غالبية الفيلوسيرابتوريات كانت حيوانات صغيرة عُموماً فإن نوعاً واحداً منها على الأقل ربما كانَ حجمه عملاقاً بقدر الدرومايوصورات. لكن حتى الآن فإن كل المعروف عن هذا الديناصور المجهول وغير المُسمَّى مُستمد من حفنة أسنان عُثرَ عليها في جزيرة وايت بإنكلترا، وقد بلغَ حجم الحيوان الذي تنتمي إليه هذه الأسنان حجم أوتارابتور، لكن شكل الأسنان وطريقة تسنين حوافّها يُوحيان بأنها تعود إلى فيلوسيرابتوريّ.

## التصنيف
جدول الفروع أدناه مبنيٌّ على دراسة تصنيفية قامَ بها الإحاثيان «نيكولاس لونغرتش» و«فيليب ج. كورّي» في عام 2009.
|  | الفيلوسيرابتور |
|  |                |
|  | الآيتيميروس    |
|  |                |

|  | أداصور     |
|  |            |
|  | تساغان     |
|  |            |
|  | لاينرابتور |
|  |            |

|  | الفيلوسيرابتور |
|  |                |
|  | الآيتيميروس    |
|  |                |

|  | أداصور     |
|  |            |
|  | تساغان     |
|  |            |
|  | لاينرابتور |
|  |            |